# 文雅
文雅（？ —？），克里氏，满洲正白旗人。嘉庆庚申科举人，己卯科进士，后任国子监监丞、候选知县等职。

## 家庭成员
- 祖巴尔纳；
- 父福泰；
- 胞姊嫁同妻图们氏浙江布政使广玉弟广祺；其子鹤林元配正黄旗满洲那拉氏，孝敬宪皇后之弟五格的曾孙女，鹤林继妻克里氏三河驻防额尔金布女。鹤林之子增保官内阁中书国史馆协修，娶进士觉罗普庆之女（进士觉罗祥庆堂弟），侄女觉罗氏嫁大学士裕德；
- 嫡妻陈氏；
- 继妻章佳氏，正蓝旗满洲三等侍卫德进之女；
- 子英啓，道光己酉科拔贡；
- 儿媳格濟勒氏，嘉庆己未进士、刑部左侍郎廉善之孙女，兵部笔帖式成順之女，道光庚戌进士、仓场侍郎成琦之侄女；
- 孙桂麟。[2]